# Bernd Oezsevim
Bernd Oezsevim (Merzig, 1980) is een Duitse jazzdrummer. 

## Biografie
Oezsevim speelt sinds zijn negende drums. Hij speelde in orkesten en bigbands, daarna ging hij in kleinere groepen spelen. Hij woonde van 2002 tot 2008 in het Ruhrgebied, waar hij aan de Folkwang Hochschule studeerde. 
Vanaf 2002 toerde hij wereldwijd met Gunter Hampel, wat uitgebreid is vastgelegd op vooral platen. Met pianist Oliver Maas en bassist Markus Braun vormde hij het trio Invisible Change, met Katrin Scherer en Sven Decker de groep Ohne 4 gespielt drei. Tevens speelde hij met musici als Perry Robinson, Rupert Stamm, Matthias Schubert, Steve Swell, Daniel Carter, Sabir Mateen, Florian Weber, Randy Brecker, Uri Caine, Nguyên Lê, Angelika Niescier, Silke Eberhard, Dan Weiss en Rudresh Mahanthappa. Hij werkte ook mee aan verschillende theater- en dansproducties in het binnen- en buitenland. Sinds 2010 woont hij in Berlijn, waar hij in de jazzscene actief is.

## Prijzen en onderscheidingen
Oezsevim behaalde op zijn veertiende een eerste prijs bij Jugend musiziert, bij de competitie Best European Youth Drummer 1996 en bij het Super Drumming Festival ontving hij de derde prijs. In 2000 kreeg hij een prijs op Jugend jazzt in Erfurt. Hij won vier keer de JazzWerkRuhrPreis, met de groepen Invisible Change, Ohne 4 gespielt drei, Matovs Garage en het Zodiak Trio. Met het Zodiak Trio behaalde hij in 2011 de tweede plaats bij de Neuen Deutschen Jazzpreis en in 2013 eveneens een tweede plaats, nu met "Ohne 4 gespielt drei".

## Discografie (selectie)
- Invisible Change (JazzHausMusik 2006)
- Ohne 4 Gespielt Drei Time Trial (GDM 2011)
- V.A. Auf Ein Neues - Das Come Back / Woodstock Am Karpfenteich 13. - 15. Mai 2011 (JazzWerkstatt 2011)
- Zodiak Trio Acid (Traumton Records 2012, met John-Dennis Renken en Andreas Wahl)